# 2000-es labdarúgó-Európa-bajnokság (selejtező – 9. csoport)
A 2000-es labdarúgó-Európa-bajnokság selejtezőjének 9. csoportjának mérkőzéseit tartalmazó lapja. A csoportban Csehország, Skócia, Bosznia-Hercegovina, Litvánia, Észtország és Feröer szerepelt. A csapatok körmérkőzéses, oda-visszavágós rendszerben játszottak egymással.
Csehország kijutott a 2000-es labdarúgó-Európa-bajnokságra. Skócia pótselejtezőt játszott, amelyet elvesztett és kiesett.

## Tabella
| Hely. | Csapat              | M  | Gy | D | V | G+ | G– | Gk  | P  | Továbbjutás                           |     | Csehország | Skócia | Bosznia-Hercegovina | Litvánia | Észtország | Feröer |
| ----- | ------------------- | -- | -- | - | - | -- | -- | --- | -- | ------------------------------------- | --- | ---------- | ------ | ------------------- | -------- | ---------- | ------ |
| 1.    | Csehország          | 10 | 10 | 0 | 0 | 26 | 5  | +21 | 30 | Kijutott a 2000-es Európa-bajnokságra |     | —          | 3–2    | 3–0                 | 2–0      | 4–1        | 2–0    |
| 2.    | Skócia              | 10 | 5  | 3 | 2 | 15 | 10 | +5  | 18 | Pótselejtezőbe került                 |     | 1–2        | —      | 1–0                 | 3–0      | 3–2        | 2–1    |
| 3.    | Bosznia-Hercegovina | 10 | 3  | 2 | 5 | 14 | 17 | −3  | 11 |                                       |     | 1–3        | 1–2    | —                   | 2–0      | 1–1        | 1–0    |
| 4.    | Litvánia            | 10 | 3  | 2 | 5 | 8  | 16 | −8  | 11 |                                       | 0–4 | 0–0        | 4–2    | —                   | 1–2      | 0–0        |        |
| 5.    | Észtország          | 10 | 3  | 2 | 5 | 15 | 17 | −2  | 11 |                                       | 0–2 | 0–0        | 1–4    | 1–2                 | —        | 5–0        |        |
| 6.    | Feröer              | 10 | 0  | 3 | 7 | 4  | 17 | −13 | 3  |                                       | 0–1 | 1–1        | 2–2    | 0–1                 | 0–2      | —          |        |

1. 1 2 3  Egymás elleni pontszám: Bosznia-Hercegovina 7, Litvánia 6, Észtország 4.

## Mérkőzések
| 1998. június 4. |

| Észtország                                          | 5–0               | Feröer |
| --------------------------------------------------- | ----------------- | ------ |
| Viikmäe 12' Reim 40' Terehhov 75' Oper 86' Kirs 90' | (2–0) Jegyzőkönyv |        |

| Kadrioru Stadium, Tallinn Nézőszám: 2500 Játékvezető: Martin Ingvarsson (svéd) |

| 1998. augusztus 19. |

| Bosznia-Hercegovina | 1–0               | Feröer |
| ------------------- | ----------------- | ------ |
| Baljić 65'          | (0–0) Jegyzőkönyv |        |

| Koševo Stadium, Szarajevó Nézőszám: 28 000 Játékvezető: Tomasz Mikulski (lengyel) |

| 1998. szeptember 5. |

| Litvánia | 0–0         | Skócia |
| -------- | ----------- | ------ |
|          | Jegyzőkönyv |        |

| Žalgiris Stadium, Vilnius Nézőszám: 4500 Játékvezető: Constantin Zotta (román) |

| 1998. szeptember 6. |

| Bosznia-Hercegovina     | 1–1               | Észtország        |
| ----------------------- | ----------------- | ----------------- |
| Barbarez 74' (11-esből) | (0–1) Jegyzőkönyv | Hibić 29' (öngól) |

| Koševo Stadium, Szarajevó Nézőszám: 14 750 Játékvezető: Charles Agius (máltai) |

| 1998. szeptember 6. |

| Feröer | 0–1               | Csehország |
| ------ | ----------------- | ---------- |
|        | (0–0) Jegyzőkönyv | Šmicer 87' |

| Svangaskarð, Toftir Nézőszám: 2589 Játékvezető: Juha Hirviniemi (finn) |

| 1998. október 10. |

| Skócia                                  | 3–2               | Észtország                    |
| --------------------------------------- | ----------------- | ----------------------------- |
| Dodds 70' 85' Hohlov-Simson 79' (öngól) | (0–1) Jegyzőkönyv | Hohlov-Simson 34' Smirnov 76' |

| Tynecastle Park, Edinburgh Nézőszám: 16 930 Játékvezető: Joaquim Bento Marques (portugál) |

| 1998. október 10. |

| Litvánia | 0–0         | Feröer |
| -------- | ----------- | ------ |
|          | Jegyzőkönyv |        |

| Žalgiris Stadium, Vilnius Nézőszám: 800 Játékvezető: Charles Schaak (luxemburgi) |

| 1998. október 10. |

| Bosznia-Hercegovina | 1–3               | Csehország                      |
| ------------------- | ----------------- | ------------------------------- |
| Topić 87'           | (0–1) Jegyzőkönyv | Baranek 12' Šmicer 58' Kuka 90' |

| Koševo Stadium, Szarajevó Nézőszám: 32 000 Játékvezető: Domenico Messina (olasz) |

| 1998. október 14. |

| Csehország                                | 4–1               | Észtország     |
| ----------------------------------------- | ----------------- | -------------- |
| Nedvěd 8' Berger 20' 38' Meet 45' (öngól) | (4–0) Jegyzőkönyv | Arbeiter 90+1' |

| Na Stínadlech, Teplice Nézőszám: 13 123 Játékvezető: Eyjólfur Ólafsson (izlandi) |

| 1998. október 14. |

| Litvánia                               | 4–2               | Bosznia-Hercegovina  |
| -------------------------------------- | ----------------- | -------------------- |
| Ivanauskas 10' 67' 75' Baltušnikas 90' | (1–1) Jegyzőkönyv | Konjić 4' Baljić 68' |

| Žalgiris Stadium, Vilnius Nézőszám: 1000 Játékvezető: Manfred Schüttengruber (osztrák) |

| 1998. október 14. |

| Skócia               | 2–1               | Feröer                  |
| -------------------- | ----------------- | ----------------------- |
| Burley 21' Dodds 44' | (2–0) Jegyzőkönyv | Petersen 85' (11-esből) |

| Pittodrie Stadium, Aberdeen Nézőszám: 18 517 Játékvezető: Costas Kapitanis (ciprusi) |

| 1999. március 27. |

| Csehország                       | 2–0               | Litvánia |
| -------------------------------- | ----------------- | -------- |
| Horňák 10' Berger 74' (11-esből) | (1–0) Jegyzőkönyv |          |

| Na Stínadlech, Teplice Nézőszám: 14 658 Játékvezető: Attila Juhos (magyar) |

| 1999. március 31. |

| Litvánia    | 1–2               | Észtország       |
| ----------- | ----------------- | ---------------- |
| Fomenka 83' | (0–0) Jegyzőkönyv | Terehhov 49' 77' |

| Žalgiris Stadium, Vilnius Nézőszám: 2000 Játékvezető: Alfredo Trentalange (olasz) |

| 1999. március 31. |

| Skócia   | 1–2               | Csehország                     |
| -------- | ----------------- | ------------------------------ |
| Jess 68' | (0–2) Jegyzőkönyv | Elliott 27' (öngól) Šmicer 35' |

| Celtic Park, Glasgow Nézőszám: 44 513 Játékvezető: Kim Milton Nielsen (dán) |

| 1999. június 5. |

| Észtország | 0–2               | Csehország            |
| ---------- | ----------------- | --------------------- |
|            | (0–1) Jegyzőkönyv | Berger 45' Koller 86' |

| Kadrioru Stadium, Tallinn Nézőszám: 2925 Játékvezető: Juan Ansuátegui Roca (spanyol) |

| 1999. június 5. |

| Feröer       | 1–1               | Skócia       |
| ------------ | ----------------- | ------------ |
| H.Hansen 86' | (0–1) Jegyzőkönyv | Johnston 38' |

| Svangaskarð, Toftir Nézőszám: 4100 Játékvezető: Philippe Kalt (francia) |

| 1999. június 5. |

| Bosznia-Hercegovina | 2–0               | Litvánia |
| ------------------- | ----------------- | -------- |
| Kodro 26' Bolić 90' | (1–0) Jegyzőkönyv |          |

| Koševo Stadium, Szarajevó Nézőszám: 6100 Játékvezető: Arturo Daudén Ibáñez (spanyol) |

| 1999. június 9. |

| Észtország | 1–2               | Litvánia                      |
| ---------- | ----------------- | ----------------------------- |
| Oper 8'    | (1–0) Jegyzőkönyv | Ramelis 52' Maciulevičius 56' |

| Kadrioru Stadium, Tallinn Nézőszám: 1500 Játékvezető: Hermann Albrecht (német) |

| 1999. június 9. |

| Feröer       | 2–2               | Bosznia-Hercegovina |
| ------------ | ----------------- | ------------------- |
| Arge 37' 48' | (1–1) Jegyzőkönyv | Bolić 13' 50'       |

| Svangaskarð, Toftir Nézőszám: 4800 Játékvezető: Peter Jones (angol) |

| 1999. június 9. |

| Csehország                    | 3–2               | Skócia                   |
| ----------------------------- | ----------------- | ------------------------ |
| Řepka 65' Kuka 75' Koller 87' | (0–1) Jegyzőkönyv | Ritchie 30' Johnston 62' |

| Letenský Stadion, Prága Nézőszám: 21 149 Játékvezető: Hellmut Krug (német) |

| 1999. szeptember 4. |

| Feröer | 0–2               | Észtország           |
| ------ | ----------------- | -------------------- |
|        | (0–0) Jegyzőkönyv | Reim 88' Piiroja 90' |

| Tórsvøllur, Tórshavn Nézőszám: 2300 Játékvezető: Edo Trivković (horvát) |

| 1999. szeptember 4. |

| Litvánia | 0–4               | Csehország                    |
| -------- | ----------------- | ----------------------------- |
|          | (0–0) Jegyzőkönyv | Nedvěd 60' 63' Koller 69' 90' |

| Žalgiris Stadium, Vilnius Nézőszám: 4500 Játékvezető: Jacek Granat (lengyel) |

| 1999. szeptember 4. |

| Bosznia-Hercegovina | 1–2               | Skócia                  |
| ------------------- | ----------------- | ----------------------- |
| Bolić 23'           | (1–2) Jegyzőkönyv | Hutchison 13' Dodds 45' |

| Koševo Stadium, Szarajevó Nézőszám: 26 000 Játékvezető: Nikolai Levnikov (orosz) |

| 1999. szeptember 8. |

| Észtország | 0–0         | Skócia |
| ---------- | ----------- | ------ |
|            | Jegyzőkönyv |        |

| Kadrioru Stadium, Tallinn Nézőszám: 4500 Játékvezető: Fritz Stuchlik (osztrák) |

| 1999. szeptember 8. |

| Feröer | 0–1               | Litvánia    |
| ------ | ----------------- | ----------- |
|        | (0–0) Jegyzőkönyv | Ramelis 55' |

| Tórsvøllur, Tórshavn Nézőszám: 680 Játékvezető: Eric Romain (belga) |

| 1999. szeptember 8. |

| Csehország                                    | 3–0               | Bosznia-Hercegovina |
| --------------------------------------------- | ----------------- | ------------------- |
| Koller 26' Berger 59' (11-esből) Poborský 67' | (1–0) Jegyzőkönyv |                     |

| Na Stínadlech, Teplice Nézőszám: 10 112 Játékvezető: Karl-Erik Nilsson (svéd) |

| 1999. október 5. |

| Skócia                 | 1–0               | Bosznia-Hercegovina |
| ---------------------- | ----------------- | ------------------- |
| Collins 26' (11-esből) | (1–0) Jegyzőkönyv |                     |

| Ibrox Stadium, Glasgow Nézőszám: 30 574 Játékvezető: Leif Sundell (svéd) |

| 1999. október 9. |

| Észtország | 1–4               | Bosznia-Hercegovina    |
| ---------- | ----------------- | ---------------------- |
| Oper 4'    | (1–1) Jegyzőkönyv | Baljić 42' 57' 67' 87' |

| Kadrioru Stadium, Tallinn Nézőszám: 800 Játékvezető: Roelof Luinge (holland) |

| 1999. október 9. |

| Skócia                                 | 3–0               | Litvánia |
| -------------------------------------- | ----------------- | -------- |
| Hutchison 48' McSwegan 50' Cameron 89' | (0–0) Jegyzőkönyv |          |

| Hampden Park, Glasgow Nézőszám: 22 059 Játékvezető: Stéphane Bré (francia) |

| 1999. október 9. |

| Csehország            | 2–0               | Feröer |
| --------------------- | ----------------- | ------ |
| Koller 11' Verbíř 84' | (1–0) Jegyzőkönyv |        |

| Letenský Stadion, Prága Nézőszám: 21 362 Játékvezető: Marcel Lică (román) |